# モンタギュー＝チェルムスフォード報告
モンタギュー＝チェルムスフォード報告（モンタギュー＝チェルムスフォードほうこく、英語: Montagu–Chelmsford Report）は、第一次世界大戦後のインド統治の改革について取りまとめられた、イギリスによる報告書である。正式名称をインド制憲委員会報告（インドせいけんいいんかいほうこく）という。この報告書は1919年インド統治法の礎となり、一連の改革はモンタギュー＝チェルムスフォード改革（モンタギュー＝チェルムスフォードかいかく、英語: Montagu–Chelmsford Reforms）と称される。

## 背景
第一次世界大戦中、本国イギリスの人手や軍費不足を受け、インドからそれらを補塡している状況であった。実際インドは、100万人を越える兵員や、1億4600万ポンドの資金を、イギリスに提供しており、一部のインド高等文官も兵役に志願するほどであった。イギリスによる戦争への協力の強制は、インド経済に影響を及ぼし、インド人の生活に混乱を及ぼした。こうした中、インド社会ではナショナリズムが高揚し、自治権と、イギリス帝国体制下におけるインド経済の処遇の改善を求める声が強まった。この動きは、もとより台頭していたインド国民会議派に取って代わるほどであった。しかしイギリスがその軍事力を用いてこのインド・ナショナリズムを鎮圧するに至らなかった理由について、リチャード・ダンジーグは、次のように述べている。

インド統治官らは、イギリスによるインド支配にとって、現地インド人のエリートの協力と、それに対するインド民衆の服従が不可欠である、と認識していた。
—リチャード・ダンジーグ（大意）,

イギリスは、ナショナリズムを唱える「過激派」を弾圧することで、従前からインド統治に協力していた「穏健派」からの支持を失うことを恐れていたといえる。かくしてイギリス政府は、「過激派」が今後強く主張するであろう自治権の獲得に先手を打つ形で、統治方法の改革をインド民衆に提示することとなった。

## 概要

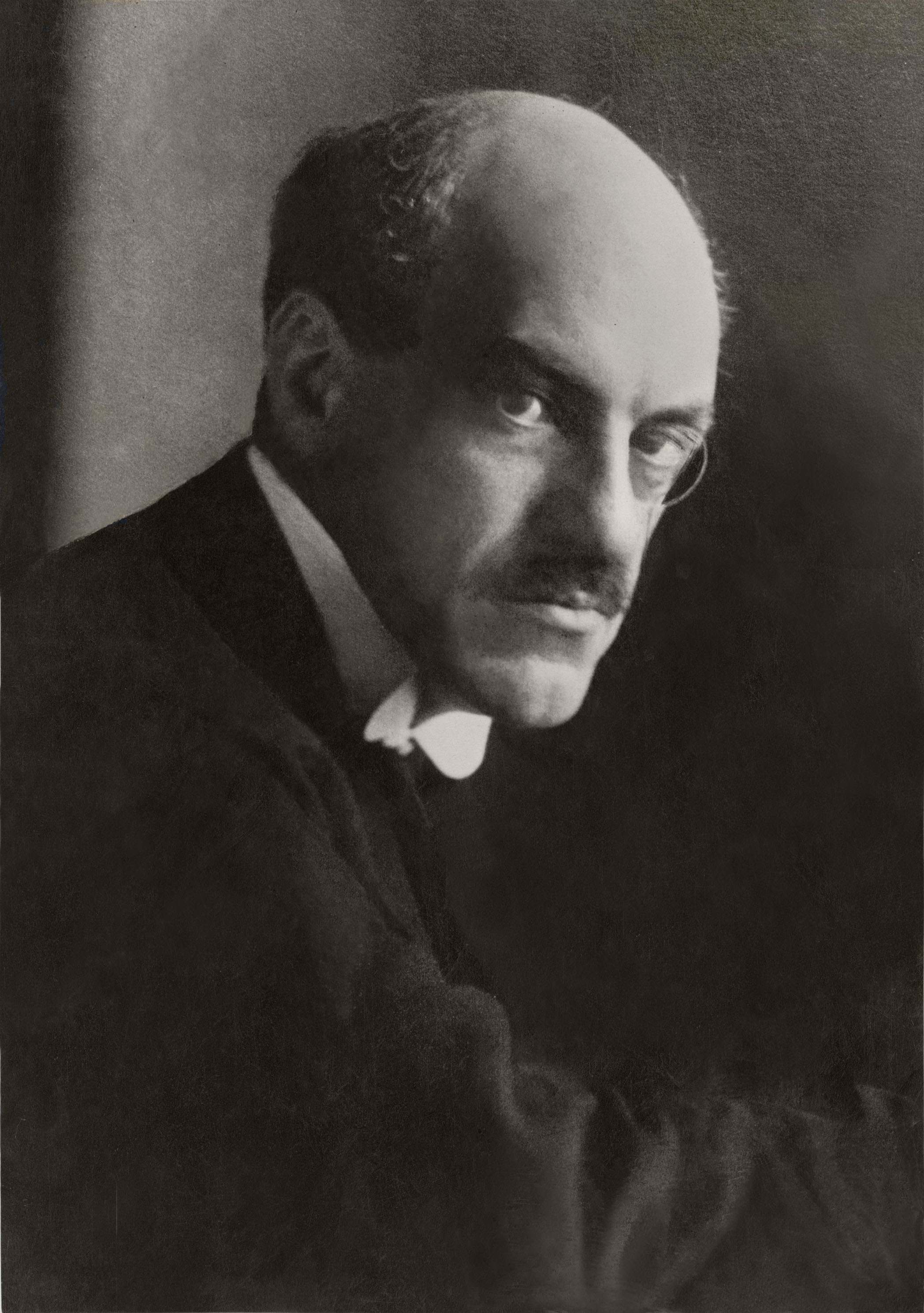
エドウィン・サミュエル・モンタギュー

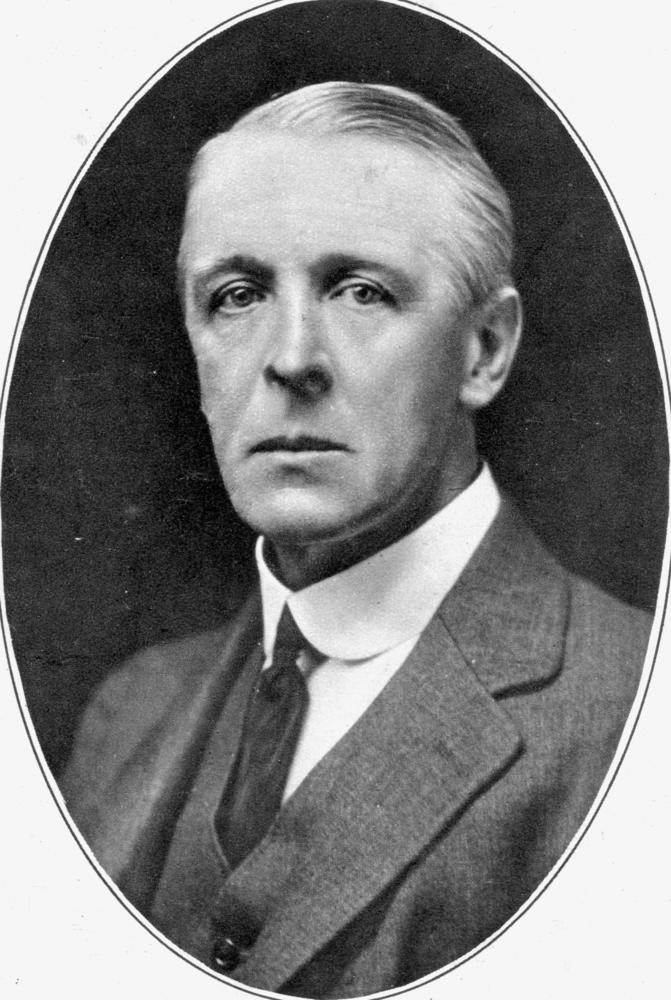
第3代チェルムスフォード男爵フレデリック・セシジャー（のち初代チェルムスフォード子爵）

第一次世界大戦終結前の1918年4月、イギリスによるインド統治方法の改革を目的として、インド大臣（エドウィン・サミュエル・モンタギュー）と、インド総督（第3代チェルムスフォード男爵フレデリック・セシジャー）の両者が連名で、イギリス議会に報告書を提出した。この報告書をモンタギュー＝チェルムスフォード報告といい、この改革を端緒とする一連の改革をモンタギュー＝チェルムスフォード改革という。モンタギューは、大戦中の1917年8月にインド大臣に任命され、「インドにおける責任政府の漸次的実現」に関する声明を行ったのち、訪印してインドの藩王や政治的指導者との会見を経て、イギリス帰国後、現地のインド総督チェルムスフォード卿との連名で報告書を提出した。なお、チェルムスフォード卿にはこの報告書作成にあたり、「イギリス帝国にとって不可欠なインドに対して、イギリスのインドに対する優越を保持したまま、可能な限りの自治権をインドに付与する」というもくろみがあったとされる。

## 内容
この報告書は、インドの州に対して、立法権、行政権を一部認めたもので、代議制的な性格を持っている。軍事や外交といった重要事項を除いて、所管事項は保留事項（州知事と行政参事会が管轄）と移管事項（州立法参事会の意向がある程度反映される）に分けられ、この体制は「両頭制」と呼ばれた。しかし、インド総督の権限は依然として強く、イギリスによる強権的支配は続くこととなり、一部の専門家はこの報告書を「イギリス本国に対する批判を各州へ分散させる目的によるもの」と評している。